# New Bondage
New Bondage var ett tidigt svenskt punkband från Lund som bildades 1977 och 1978 ombildades till TT Reuter.

## Medlemmar
- Henrik Venant: Sång, Gitarr
- Anders Rudesten: Gitarr, Sång
- Peter Ivarss: Bas
- Peter Strauss: Trummor

## Diskografi

### Singlar
- Shocked & defeated / Got no job
- Backseat / Heavy breath